# ديفيد برادلي (روائي)
ديفيد برادلي (بالإنجليزية: David Bradley)‏ (7 سبتمبر 1950 في الولايات المتحدة)؛ روائي أمريكي.